# 甜菜素

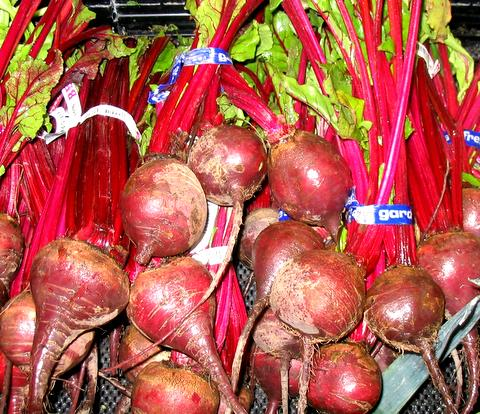
甜菜的紅色來自甜菜色素。

甜菜素 是一類紅色和黃色酪氨酸衍生色素，存在於石竹目植物中，可替代花青素色素。 甜菜素也存在於一些高階真菌中。 它們在花瓣中最常見，但也可能為包含它們的植物的果實、葉子、莖和根著色。 它們包括色素，例如在甜菜中發現的色素。

## 描述
“甜菜素(betalain)”這個名字來自普通甜菜 (Beta vulgaris) 的拉丁文名稱，甜菜素最初就是從中提取出來的。 甜菜、九重葛属、苋属、和許多仙人掌的深紅色是由甜菜素的存在引起的。  紅色到紫色的特殊色調是與眾不同的，不同於大多數植物中發現的花青素色素。
有兩類甜菜素：
- 甜菜青素 (英語：Betacyanins)包括微紅至紫色的甜菜素。 存在於植物中的甜菜青素包括甜菜根红素(Betanin)、isobetanin、probetanin、和neobetanin。
- 甜菜黄素 (英語：Betaxanthins)是呈黃色至橙色的甜菜素。 存在於植物中的甜菜黄素包括 vulgaxanthin、miraxanthin、portulaxanthin 和 indicaxanthin。

甜菜素在植物中的生理功能尚不確定，但有一些證據表明它們可能具有殺真菌特性。  此外，已在熒光花中發現了甜菜素，儘管它們在這些植物中的作用也不確定。 

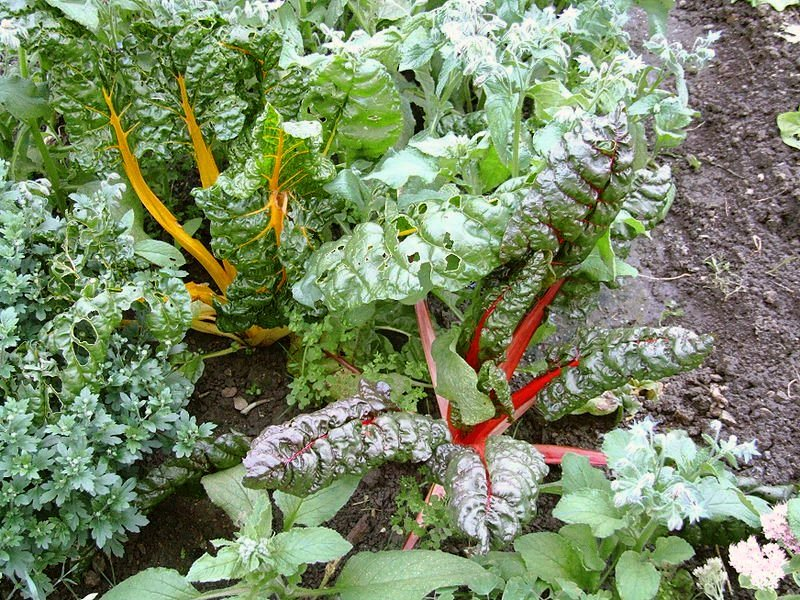
甜菜莙薘菜，顯示一種植物表達黃色甜菜青素，另一種植物表達紅色甜菜青素。
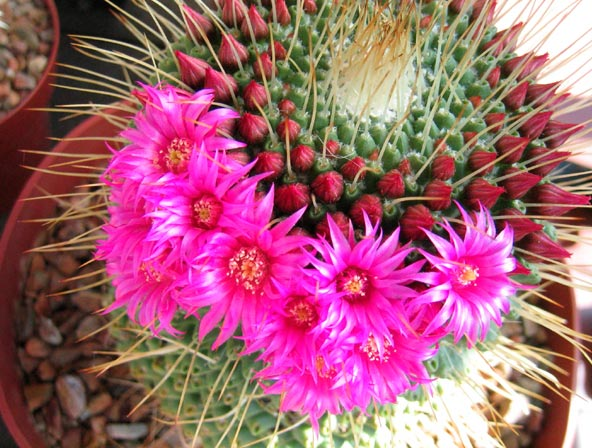
仙人掌乳突球属的花含有甜菜素。
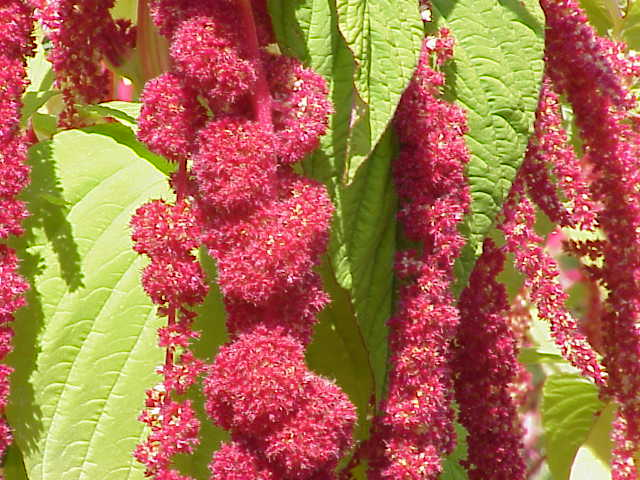
尾穗苋 (Amaranthus caudatus) 的花序含有大量的甜菜青素。

## 化學

甜菜根红素(Betanin)的化學結構。

1960年，Tom Mabry 博士在蘇黎世大學首次分離出甜菜素（甜菜花青素）並發現了其化學結構。  人們曾認為甜菜素與花青素有關，花青素是大多數植物中發現的微紅色素。 甜菜素和花青素都是在植物細胞液泡中發現的水溶性色素。 然而，甜菜素在結構和化學上不同於花青素，並且從未在同一植物中同時發現兩者。  例如，甜菜素含有氮，而花青素則不含氮。
現在已知甜菜素是由酪氨酸合成的芳香族吲哚衍生物。 它們在化學上與花青素無關，甚至不是類黃酮。  每個甜菜素都是糖苷，由糖和有色部分組成。 光促進了它們的合成。
研究最多的甜菜素是甜菜根红素(Betanin)，也稱為'甜菜根紅'，因為它可能是從紅甜菜根中提取的。 甜菜根红素是一種糖苷，水解成葡萄糖和betanidin。  用作食用色素，顏色對pH酸鹼度敏感。 已知存在於甜菜中的其他甜菜素是isobetanin、probetanin、和neobetanin。介電微波加熱會影響甜菜根红素和秈稻黃質（源自脯氨酸的甜菜黄素 ）的顏色和抗氧化能力。  據報導，添加 TFE（2,2,2-三氟乙醇）可提高某些甜菜素在水溶液中的水解穩定性。 此外，甜菜根红素-銪 (III) 複合物已被用於檢測細菌孢子中的吡啶二羧酸鈣，包括炭疽桿菌和蠟樣芽孢桿菌。 
其他重要的甜菜花青素是從莧屬植物中分離出來的莧菜鹼(amaranthine)和異莧菜鹼(isoamaranthine)。

### 半合成衍生物

甜菜氨酸

從紅甜菜中提取的甜菜根红素被用作半合成人工香豆素甜菜素的起始原料。 甜菜根红素水解為甜菜氨酸，然後與 7-amino-4-methylcoumarin 偶聯。 由此產生的甜菜紅素被用作熒光探針，用於瘧原蟲感染的紅細胞的活細胞成像
。

## 分類學意義
甜菜素僅存在於石竹目和一些擔子菌門（蘑菇）中， 例如湿伞属（蠟帽） 它們在植物中出現的地方，有時會與花黄素（黃色至橙色黄酮类化合物）共存，但在植物物種中不會與花青素共存。 
在開花植物石竹目中，大多數成員產生甜菜素而缺乏花青素。 在石竹目的所有科中，只有石竹科（康乃馨科）和粟米草科產生花青素而不是甜菜素。 甜菜素在植物中的有限分佈是石竹目的一種共有衍徵現象，儘管它們的生產已經在兩個科中消失了。

## 經濟用途
甜菜根红素(Betanin)在商業上用作天然食用色素。 它會導致某些無法分解的人出現甜菜尿（Beeturia, 紅色尿液）和紅色糞便。 自從通過體外In vitro方法將甜菜素鑑定為抗氧化劑， 可以防止低密度脂蛋白氧化 以來，食品工業對甜菜素的興趣不斷增長。

## 外部連結
- 维基共享资源上的相關多媒體資源：甜菜素
- （英文）甜菜素合成圖